# Willem van Champagne
Willem van Champagne, ook genoemd Willem van Blois of Willem met de Bleke Handen (1135 – Laon, 1202), was bisschop van Chartres (1164-1202), aartsbisschop van Sens (1169-1176), aartsbisschop van Reims (1176-1202) alsook kardinaal en pauselijk legaat in zijn eigen kerkprovincie. Hij bestuurde Frankrijk toen zijn neef, koning Filips II Augustus, op kruistocht was.

## Levensloop

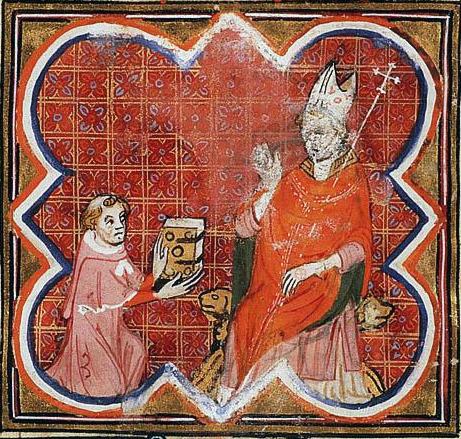
(rechts) Willem van Champagne, of van Blois

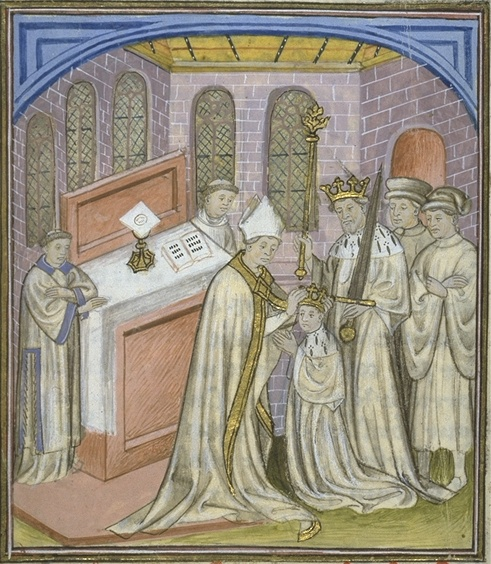
In 1179 zalfde Willem van Champagne Filips II Augustus tot medekoning van koning Lodewijk VII van Frankrijk

Willem was een zoon van Theobald IV, graaf van Champagne, Blois, Chartres, Provins, Sancerre en Meaux, en van Mathilda van Karinthië. Aangezien Willems zus Adelheid van Champagne huwde met koning Lodewijk VII, was Willem schoonbroer van de Franse koning en, later, oom van diens opvolger, Filips II Augustus.
Aan de leeftijd van 10 jaar startte Willem zijn klerikale carrière. In 1164 verkoos het kapittel van Chartres hem tot bisschop van Chartres. In 1168 vertrouwde paus Alexander III hem de functie toe van pauselijk legaat in Chartres. In 1169 werd Willem verkozen tot aartsbisschop van Sens en werd hij pauselijk legaat in Sens. Bisschop Mauritius van Parijs wijdde hem tot bisschop. In 1175 ruilde Willem van aartsbisschopszetel en werd aartsbisschop van Reims en opnieuw pauselijk legaat ditmaal voor de kerkprovincie Reims. Zowel in Sens als in Reims mocht hij het bisdom Chartres verder besturen, dankzij een pauselijke toelating. In 1179 zalfde hij de jonge Filips II Augustus, zoon van koning Lodewijk VII van Frankrijk, tot medekoning van Frankrijk.
Willem steunde volledig zijn vriend Thomas Becket, aartsbisschop van Canterbury in zijn machtsstrijd met koning Hendrik II van Engeland. Later bezocht hij zijn graf in Engeland. In de Romeinse Curie gaven ze Willem de bijnaam thomist omwille van zijn steun aan Thomas Becket.
Willem sloeg zijn eigen munten in Reims. Hij schonk de burgers privilegies, waaronder de belangrijkste, de Charta Wilhelmina (1182). Dit charter bleef van kracht tot de Franse Revolutie. De Charta Wilhelmina gaf het recht aan de burgers van Reims hun eigen rechters te kiezen. In het algemeen steunde Willem, tot op zekere hoogte, de verzuchtingen van steden naar meer vrijheid. Zo schonk hij aan het dorp Beaumont-en-Argonne, nabij Reims, de volledige vrijheid zodat zij geen taken voor de heer van Beaumont moesten uitvoeren. Deze wet van Beaumont had weerklank in latere eeuwen tot de Franse Revolutie. In 1179 schonk paus Alexander III hem de kardinaalshoed. Zijn titelkerk in Rome was de Santa Sabina. In de echtscheidingskwestie van zijn neef Filips II Augustus met koningin Ingeborg koos hij de kant van Filips II, en dit tegen de paus in. Voor andere staatszaken was Willem adviseur van zijn neef. 
In 1190 werd kardinaal-aartsbisschop Willem regent van Frankrijk, in afwezigheid van Filips II die deelnaam aan de Derde Kruistocht. Willem stierf onverwacht tijdens een bezoek in Laon in 1202.

## Voorouders
| Voorouders van Willem van Champagne (1135-1202) | Voorouders van Willem van Champagne (1135-1202)                                 | Voorouders van Willem van Champagne (1135-1202)                                 | Voorouders van Willem van Champagne (1135-1202)                                 | Voorouders van Willem van Champagne (1135-1202)                                 | Voorouders van Willem van Champagne (1135-1202)                                 | Voorouders van Willem van Champagne (1135-1202)                                 | Voorouders van Willem van Champagne (1135-1202)                                 | Voorouders van Willem van Champagne (1135-1202)                                 |
| ----------------------------------------------- | ------------------------------------------------------------------------------- | ------------------------------------------------------------------------------- | ------------------------------------------------------------------------------- | ------------------------------------------------------------------------------- | ------------------------------------------------------------------------------- | ------------------------------------------------------------------------------- | ------------------------------------------------------------------------------- | ------------------------------------------------------------------------------- |
| Overgrootouders                                 | Theobald III van Blois (1012-1089) ∞ Garsende van Maine (-)                     | Theobald III van Blois (1012-1089) ∞ Garsende van Maine (-)                     | Willem de Veroveraar (±1028–1087) ∞ 1051 Mathilde van Vlaanderen (1031-1083)    | Willem de Veroveraar (±1028–1087) ∞ 1051 Mathilde van Vlaanderen (1031-1083)    | Engelbert I van Spanheim (1035-1096) ∞ Hadwig (1045-1085)                       | Engelbert I van Spanheim (1035-1096) ∞ Hadwig (1045-1085)                       | Ulrich van Passau (-1099) ∞ ?                                                   | Ulrich van Passau (-1099) ∞ ?                                                   |
| Grootouders                                     | Stefanus II van Blois (1045-1102) ∞ Adela van Engeland (1062-1137)              | Stefanus II van Blois (1045-1102) ∞ Adela van Engeland (1062-1137)              | Stefanus II van Blois (1045-1102) ∞ Adela van Engeland (1062-1137)              | Stefanus II van Blois (1045-1102) ∞ Adela van Engeland (1062-1137)              | Engelbert van Karinthië (1070-1141) ∞ Uta van Passau (-)                        | Engelbert van Karinthië (1070-1141) ∞ Uta van Passau (-)                        | Engelbert van Karinthië (1070-1141) ∞ Uta van Passau (-)                        | Engelbert van Karinthië (1070-1141) ∞ Uta van Passau (-)                        |
| Ouders                                          | Theobald IV van Blois (1190-1152) ∞ Mathilde van Sponheim-Karinthië (1205-1241) | Theobald IV van Blois (1190-1152) ∞ Mathilde van Sponheim-Karinthië (1205-1241) | Theobald IV van Blois (1190-1152) ∞ Mathilde van Sponheim-Karinthië (1205-1241) | Theobald IV van Blois (1190-1152) ∞ Mathilde van Sponheim-Karinthië (1205-1241) | Theobald IV van Blois (1190-1152) ∞ Mathilde van Sponheim-Karinthië (1205-1241) | Theobald IV van Blois (1190-1152) ∞ Mathilde van Sponheim-Karinthië (1205-1241) | Theobald IV van Blois (1190-1152) ∞ Mathilde van Sponheim-Karinthië (1205-1241) | Theobald IV van Blois (1190-1152) ∞ Mathilde van Sponheim-Karinthië (1205-1241) |

- Gemeinsame Normdatei: 100944434
- International Standard Name Identifier: 0000 0000 7691 9532
- Library of Congress Control Number: no2008012223
- Virtual International Authority File: 15015577
- WorldCat: E39PBJcR9DbH4bWyv8GdC3p773